# Vuelta Ciclista del Uruguay 1954
La 11ª edición de la Vuelta Ciclista del Uruguay se disputó entre el 10 y el 19 de abril de 1954.
Se necesitaron 1594 km para recorrer las 10 etapas en que contó la prueba y fue conquistada por el defensor del Club Atlético Peñarol, Luis Pedro Serra siendo ésta la primera de las dos victorias que tuvo.

## Etapas
| Etapa      | Fecha       | Recorrido                   | Km  | Ganador de la etapa                          | Líder de la clasificación general |
| 1.ª etapa  | 10 de abril | Montevideo-San José-Colonia | 203 | Aníbal Donatti (Peñarol)                     | Aníbal Donatti (Peñarol)          |
| 2.ª etapa  | 11 de abril | Colonia-Trinidad            | 196 | Juan Carlos Pascual (Policial)               | Aníbal Donatti (Peñarol)          |
| 3.ª etapa  | 12 de abril | Trinidad-Durazno-Florida    | 140 | Américo Gutiérrez (Villa del cerro)          | Aníbal Donatti (Peñarol)          |
| 4.ª etapa  | 13 de abril | Florida-Minas               | 202 | Américo Benítez (Colón)                      | Aníbal Donatti (Peñarol)          |
| 5.ª etapa  | 14 de abril | Minas-Treinta y Tres        | 175 | Sergio Frausín (Olimpia)                     | Aníbal Donatti (Peñarol)          |
| 6.ª etapa  | 15 de abril | Treinta y Tres-Melo         | 117 | Juan Bautista Tiscornia (River, Fray Bentos) | Luis Pedro Serra (Peñarol)        |
| 7.ª etapa  | 16 de abril | Melo-Treinta y Tres         | 117 | Luis Pedro Serra (Peñarol)                   | Luis Pedro Serra (Peñarol)        |
| 8.ª etapa  | 17 de abril | Treinta y Tres-Rocha        | 183 | Juan Bautista Tiscornia (River, Fray Bentos) | Sixto García (Maroñas)            |
| 9.ª etapa  | 18 de abril | Rocha-Punta del Este        | 97  | Alfredo Demarco (Liverpool)                  | Luis Pedro Serra (Peñarol)        |
| 10.ª etapa | 19 de abril | Punta del Este-Montevideo   | 164 | Francisco Bence (Policial)                   | Luis Pedro Serra (Peñarol)        |

## Clasificación final
| \| 1. \| Luis Pedro Serra \| Uruguay \| Peñarol Uruguay \| 42h 14' 21s \| \| 2. \| Sixto García \| Uruguay \| Maroñas Uruguay \| a 52" \| \| 3. \| Alberto Camilo Velázquez \| Uruguay \| Colón Uruguay \| a 1' 05" \| \| 4. \| Juan Bautista Tiscornia \| Uruguay \| River, Fray Bentos Uruguay \| a 9' 17" \| \| 5. \| Luis Chiazzaro \| Uruguay \| Toledo Uruguay \| a 10' 29" \| \| 6. \| Mario Machado \| Uruguay \| La Ruta Uruguay \| a 10' 45" \| \| 7. \| Juan Carlos Pascual \| Uruguay \| Policial Uruguay \| a 11' 29" \| \| 8. \| Dante Sudatti \| Uruguay \| Peñarol Uruguay \| a 13' 35" \| \| 9. \| Aníbal Donatti \| Uruguay \| Peñarol Uruguay \| a 21' 20" \| \| 10. \| Francisco Bence \| Uruguay \| Policial Uruguay \| a 27' 03" \| |                          |         |                            |             |
| 1. | Luis Pedro Serra         | Uruguay | Peñarol Uruguay            | 42h 14' 21s |
| 2. | Sixto García             | Uruguay | Maroñas Uruguay            | a 52"       |
| 3. | Alberto Camilo Velázquez | Uruguay | Colón Uruguay              | a 1' 05"    |
| 4. | Juan Bautista Tiscornia  | Uruguay | River, Fray Bentos Uruguay | a 9' 17"    |
| 5. | Luis Chiazzaro           | Uruguay | Toledo Uruguay             | a 10' 29"   |
| 6. | Mario Machado            | Uruguay | La Ruta Uruguay            | a 10' 45"   |
| 7. | Juan Carlos Pascual      | Uruguay | Policial Uruguay           | a 11' 29"   |
| 8. | Dante Sudatti            | Uruguay | Peñarol Uruguay            | a 13' 35"   |
| 9. | Aníbal Donatti           | Uruguay | Peñarol Uruguay            | a 21' 20"   |
| 10. | Francisco Bence          | Uruguay | Policial Uruguay           | a 27' 03"   |